# گوآچوکال
گوآچوکال (انگلیسی: Guachucal) نام شهری در کشور کلمبیا است.